# Kollektivierung der Landwirtschaft in Rumänien

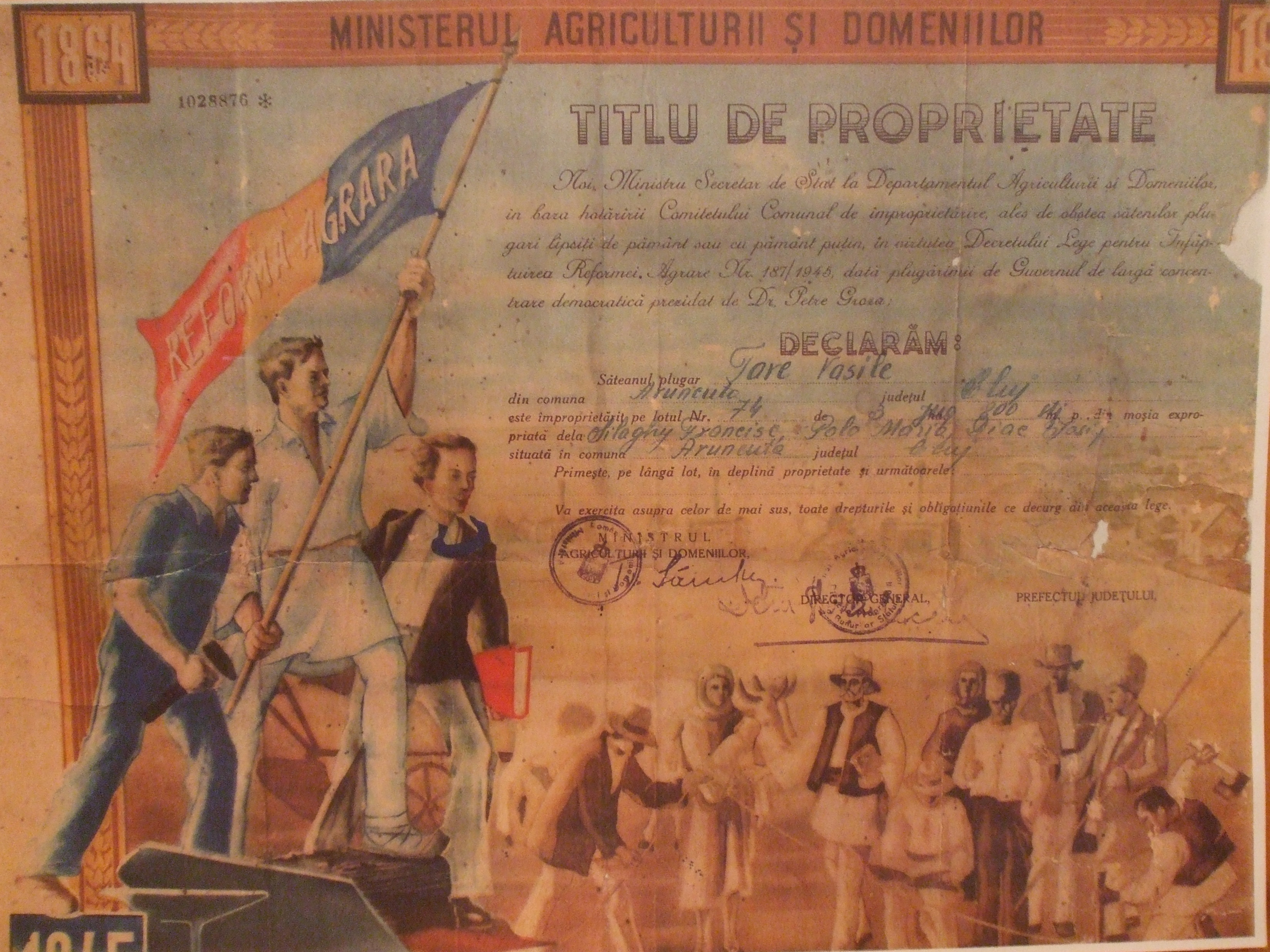
Im Zuge der Agrarreform ausgegebener Eigentumsnachweis (Aruncuta bei Cluj), März 1945

Die Kollektivierung der Landwirtschaft in Rumänien, auch Agrarreform, fand zwischen 1945 und 1962 in der Volksrepublik Rumänien statt. Ihr Ziel war die Herbeiführung eines grundlegenden sozialistischen Wandels des Besitzstandes und der Arbeitsorganisation der rumänischen Landwirtschaft.
Die Kollektivierung kann grob in drei Phasen unterteilt werden. In der ersten Phase der forcierten Kollektivierung von 1945 bis 1953 wurden zunächst Rumäniendeutsche Ländereien und Landbesitz über 50 ha enteignet. Großbauern wurden zeitweise interniert und mit progressiven Zwangsabgaben an den Staat belegt. Gleichzeitig waren aber auch alle anderen landwirtschaftlichen Produzenten, darunter auch die ersten Kollektive, zu immensen Zwangsabgaben an den Staat verpflichtet. Die Produktion sank, und es herrschte steigende Nahrungsmittelknappheit. Nach dem Tod von Josef Stalin kam es zu Lockerungen. Ab 1957 erhöhte sich der Druck zur vollständigen Kollektivierung erneut, die schließlich 1962 als beendet erklärt wurde. Während der Zeit der Kollektivierung kam es in weiten Teilen Rumäniens immer wieder zu Revolten und Aufständen der Bauernschaft, die von bewaffneten Truppen gewaltsam niedergeschlagen wurden.

## Geschichte
| Region    | 1958 | 1960 | 1962 |
| --------- | ---- | ---- | ---- |
| Argeș     | 4,0  | 35,8 | 91,1 |
| Bacău     | 3,4  | 12,3 | 95,2 |
| Banat     | 42,3 | 76,4 | 89,2 |
| Brașov    | 22,3 | 38,0 | 94,3 |
| Bukarest  | 16,0 | 94,5 | 99,9 |
| Cluj      | 8,0  | 36,8 | 86,7 |
| Crișana   | 8,4  | 28,9 | 88,5 |
| Dobrogea  | 89,6 | 96,9 | 99,6 |
| Galați    | 51,5 | 72,2 | 97,3 |
| Hunedoara | 6,5  | 32,7 | 73,6 |
| Iași      | 8,3  | 38,3 | 99,6 |
| Maramureș | 9,4  | 34,6 | 86,9 |
| Mureș     | 11,5 | 33,1 | 92,6 |
| Oltenia   | 6,6  | 32,7 | 94,0 |
| Ploiești  | 6,6  | 18,9 | 94,1 |
| Suceava   | 3,1  | 13,7 | 96,3 |
| Gesamt    | 20,0 | 50,3 | 93,9 |

Das Bodengesetz vom März 1945 setzte die Höchstgrenze für privaten Grundbesitz auf 50 ha herab und enteignete den Besitz von Angehörigen der Rumäniendeutschen Minderheit (vgl. Enteignung in Rumänien 1945). Hierdurch standen rund 1,8 Millionen ha zur Verteilung an Kleinbauern, Landarbeiter und Flüchtlinge aus Bessarabien und der Bukowina zur Verfügung. Die Rumänische Arbeiterpartei (Partidul Muncitoresc Român, PMR) beschloss auf der Vollversammlung des Zentralkomitees vom 3. bis zum 5. März 1949 die sozialistische Umgestaltung der Landwirtschaft nach dem Vorbild der sowjetischen Kolchosen der 1930er Jahre. Bauern wurden für Gemeinschaftsstrukturen wie Gospodării Agricole collective (GAC, Landwirtschaftliche Kollektivwirtschaften) und Gospodării Agricole de Stat (GAS; Staatsfarmen) angeworben. Die staatliche Propaganda richtete sich über Zeitungen und Radioprogramme, mit Informationswagen, Broschüren und direkter Agitation an die Bauern, um sie von den Vorzügen der kollektiven Landwirtschaft zu überzeugen und ihren Beitritt in die Vereinigungen zu erreichen. Zuständig für die Kollektivierung war der damalige stellvertretende Landwirtschaftsminister Nicolae Ceaușescu.
Die anfänglichen Kollektivierungsbestrebungen in den rumänischen Dörfern gingen einher mit einer Intensivierung des Klassenkampfes gegen wohlhabende Großbauern (Chiaburi, auch Kulacken), denen die Ausbeutung von Landarbeitern bei der Bestellung ihrer Ländereien vorgeworfen wurde. Viele wurden eingeschüchtert, geschlagen, festgenommen und in Gefängnisse verbracht. Weiteres Land sollte durch die allmähliche Verdrängung der noch nicht enteigneten Großbauern gewonnen werden, die unter schärfsten Abgaben- und Steuerdruck gesetzt wurden, um bei Nichterfüllung der Sabotage beschuldigt und enteignet zu werden. Bald richteten sich gewalttätige Maßnahmen gegen alle, die sich einem Eintritt in die Verbände (întovărășiri) und damit der Kollektivierung verweigerten. Hierbei richtete sich die Aufmerksamkeit besonders auf ländliche Eliten wie Lehrer, Priester oder wohlhabendere Bauern, die oft nur zwischen Landwirtschaftlichen Kollektivwirtschaften oder einer Anklage zur Sabotage und damit Gefängnis wählen konnten. Von den Bauern wurde nicht nur das Einbringen ihrer Ländereien in die Kollektivwirtschaften erwartet, sondern auch das ihrer Gebäude (Scheunen, Häuser, Lagerhallen) und ihrer landwirtschaftlichen Maschinen, Werkzeuge, Wagen und Arbeitstiere. Handgreiflichkeiten, die von Parteivertretern als Mittel der Überzeugung eingesetzt wurden, sowie die Schikanierung mit hohen Pflichtabgaben für Landbesitzer, die mit ihren Agrarflächen bisher nicht in die Kollektiven eingetreten waren, führten stellenweise zu Bauernaufständen. In den Monaten Juli und August 1949 kam es zu Dutzenden spontaner lokaler Revolten in Băița (Bihor), Arad und Botoșani, im Juli 1950 in Vlașca (Ialomița) und Vrancea. Truppen der Armee, Miliz und Securitate schlugen die Aufstände nieder, was Verwundete, Tote, Verhaftungen und Deportationen zur Folge hatte. Nach damaligen offiziellen Angaben wurden von 1949 bis 1952 über 80.000 Bauern verhaftet, von denen etwa 30.000 verurteilt wurden. Ihre Zahl dürfte weitaus höher liegen, die Zahl der Todesopfer wurde nie bekannt gegeben.
Parteichef Gheorghe Gheorghiu-Dej warnte 1951 vor dem Einsatz von Gewalt im Zuge der Kollektivierung. Nachdem er 1952 die Entmachtung der hochrangigen Parteifunktionäre Ana Pauker und Vasile Luca in die Wege geleitet hatte, beschuldigte Gheorghiu-Dej beide, bei der Kollektivierung „provokative Maßnahmen angestiftet“ und „auf dem freien Willen der Bauern herumgetrampelt“ zu haben, obwohl sich die damalige Außenministerin Pauker den Kollektivierungsmaßnahmen entgegengesetzt hatte. 1961 verurteilte Gheorghiu-Dej die große Zahl von öffentlichen Prozessen in der ersten Phase der Kollektivierung, die „im Namen des Kampfes gegen die Kulaken“ gegen die Bauern geführt worden waren.
Die Kollektivierung kam wegen des enormen Widerstandes der Bauern nur langsam voran. Die Produktion sank, und es herrschte steigende Nahrungsmittelknappheit. 1951 waren nur 17 Prozent des Landes kollektiviert. 1952 lag Rumänien im Vergleich mit allen anderen Ländern des Ostblocks zurück. Mit dem Tode Stalins 1953 setzte in Rumänien eine Periode der Revisionen ein, die gewisse Erleichterungen für die Bauern wie Lockerung der Ablieferungsbestimmungen, Preisverbesserungen, aber auch vereinzelte Auflösungen von Kollektivbetrieben und Austritte aus ihnen mit sich brachte. Der Anteil des „genossenschaftlichen Sektors“ aller Typen betrug 1957 in den Regionen Brașov (deutsch Kronstadt) 19,1 Prozent und Timișoara (Temeswar) 29,9 Prozent der Anbaufläche. Am weitesten fortgeschritten war die Kollektivierung in diesem Jahr mit 69,4 Prozent in der Dobrudscha.
1957 beschloss die Rumänische Kommunistische Partei eine Beschleunigung des Prozesses. Der sowjetische Regierungschef Nikita Chruschtschow hatte sich gegen die rumänische Initiative ausgesprochen, und Rumäniens Führung wünschte ihre Unabhängigkeit von der Sowjetunion unter Beweis zu stellen. Als Auswirkung der Studentenrevolte in Timișoara 1956, mit der sich viele Bauern solidarisch erklärt und Abgaben verweigert hatten, wurden die Bauern im Januar 1957 noch von den Zwangsabgaben landwirtschaftlicher Produkte befreit, so drohte den verbliebenen Einzelbauern 1959 ein neues Gesetz die Enteignung an, wenn sie mit ihren Lieferungen im Rückstand blieben. In dieser Zeit kam es abermals zu bäuerlichen Aufständen, so in Suraia und Vadu Roșca (beide in Vrancea), bei denen mindestens neun Menschen zu Tode kamen, und in Cudalbi (Galați), Răstoaca (Vrancea), Drăgănești-Vlașca und Olt. Eine der Strafaktionen gegen aufsässige Bauern wurde 1960 von Nicolae Ceaușescu geleitet. Insgesamt gesehen gab es während der Zeit der Kollektivierung kaum eine Region in Rumänien, in der es nicht zu Revolten kam.
Der formelle Abschluss der Kollektivierung wurde während einer Tagung des Zentralkomitees der Rumänischen Kommunistischen Partei vom 23. bis 25. April 1962 verkündet. Vom 27. bis 30. April 1962 fand eine außerordentliche Sitzung der Großen Nationalversammlung statt, bei der Generalsekretär Gheorghe Gheorghiu-Dej offiziell das Ende der Kollektivierungsprogramms bekannt gab. 96 Prozent der Ackerfläche des Landes und 93,4 Prozent der landwirtschaftlichen Flächen waren nun in die kollektiven Strukturen eingebunden. Zu diesem Anlass wurden etwa 11.000 kollektivierte Bauern in die Hauptstadt Bukarest transportiert, die dort feierten und Hochrufe auf die Partei ausbrachten.

## Bilder

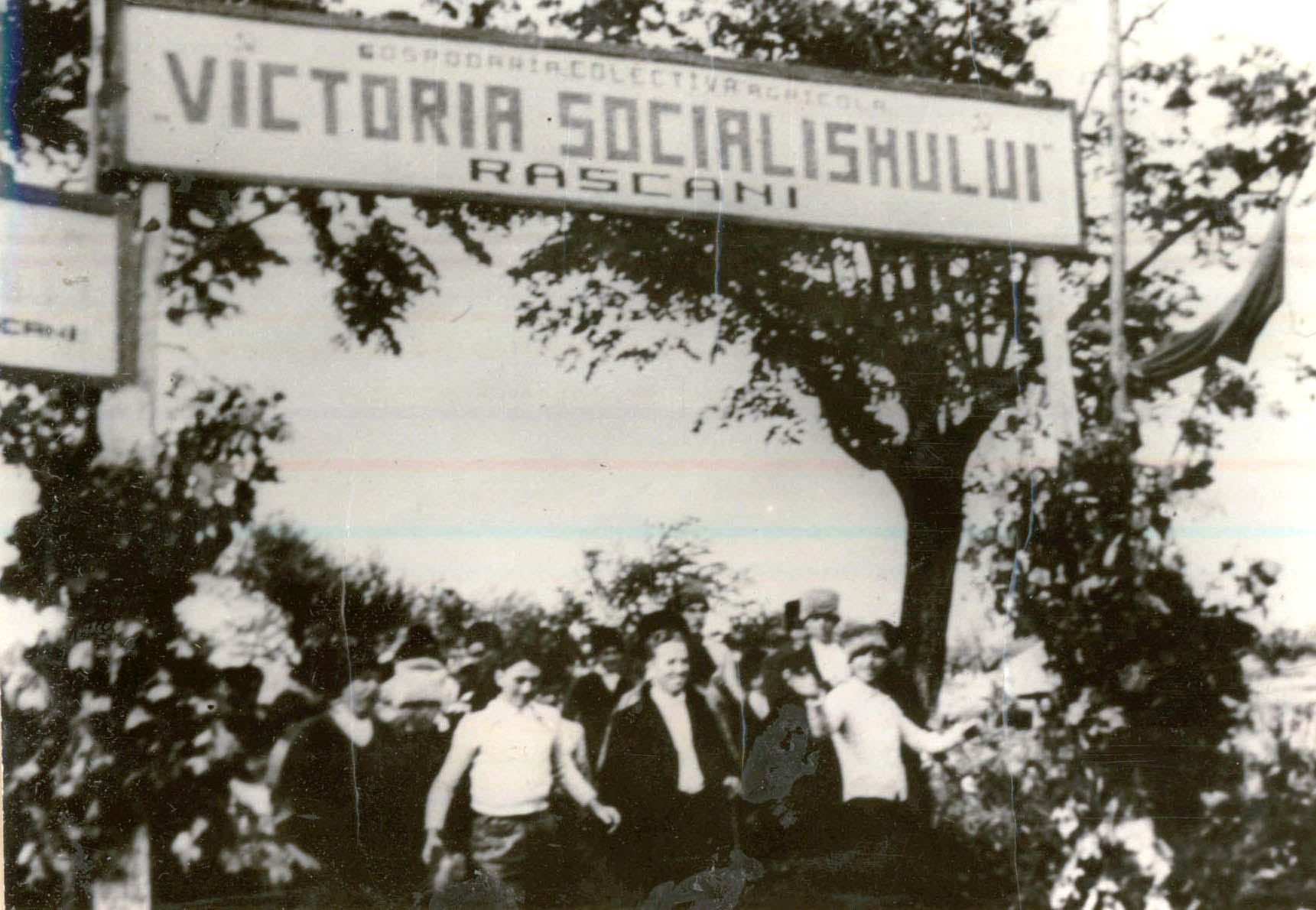
Eine der ersten Staatsfarmen, in Răşcani, Vaslui, 1949
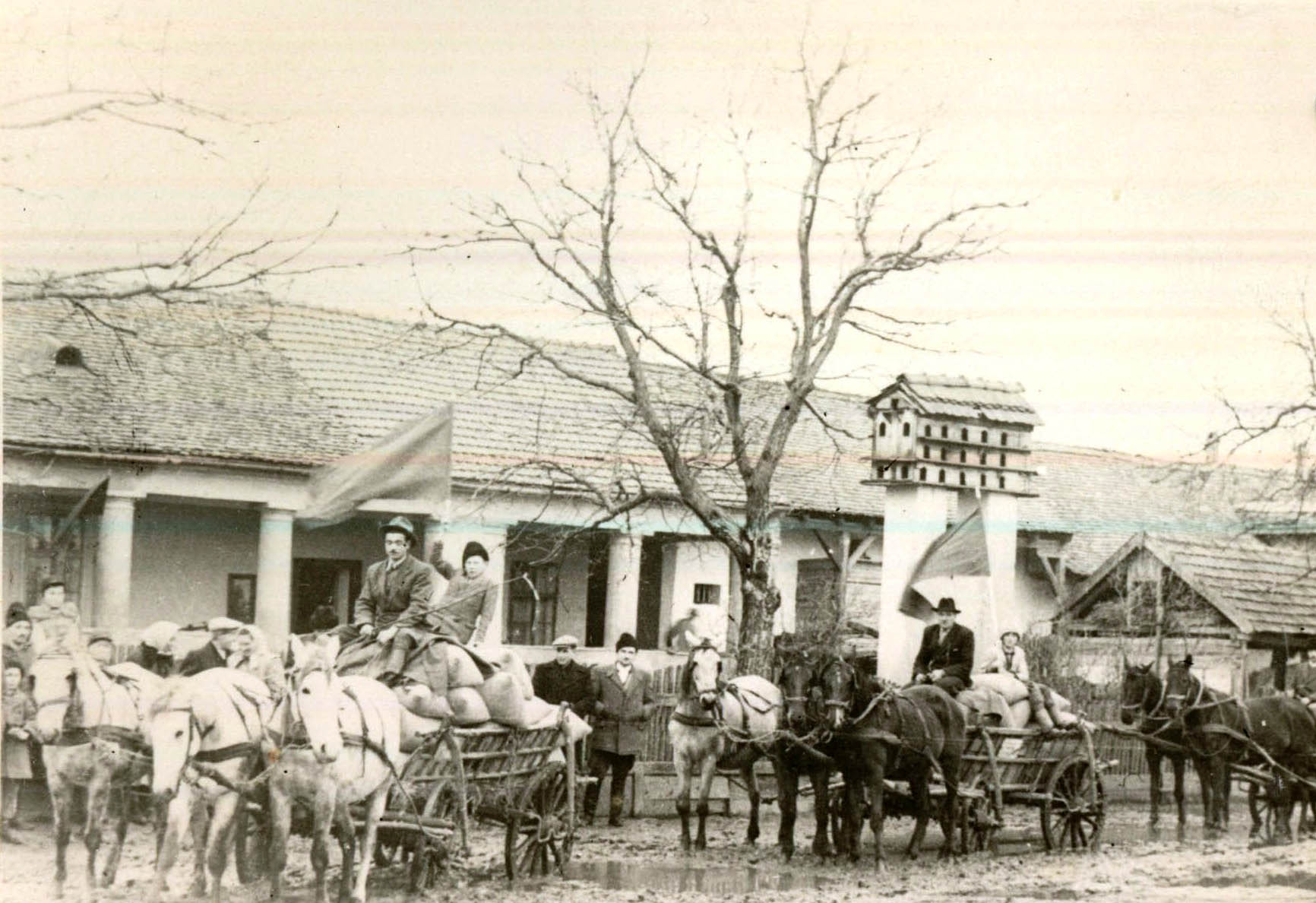
Arbeiter der Staatsfarm „7 Noiembrie“ in der Region Bihor, 1952
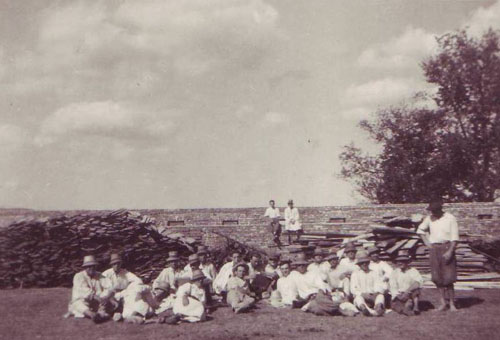
Staatsfarm in Chelmac, Kreis Arad, 1952
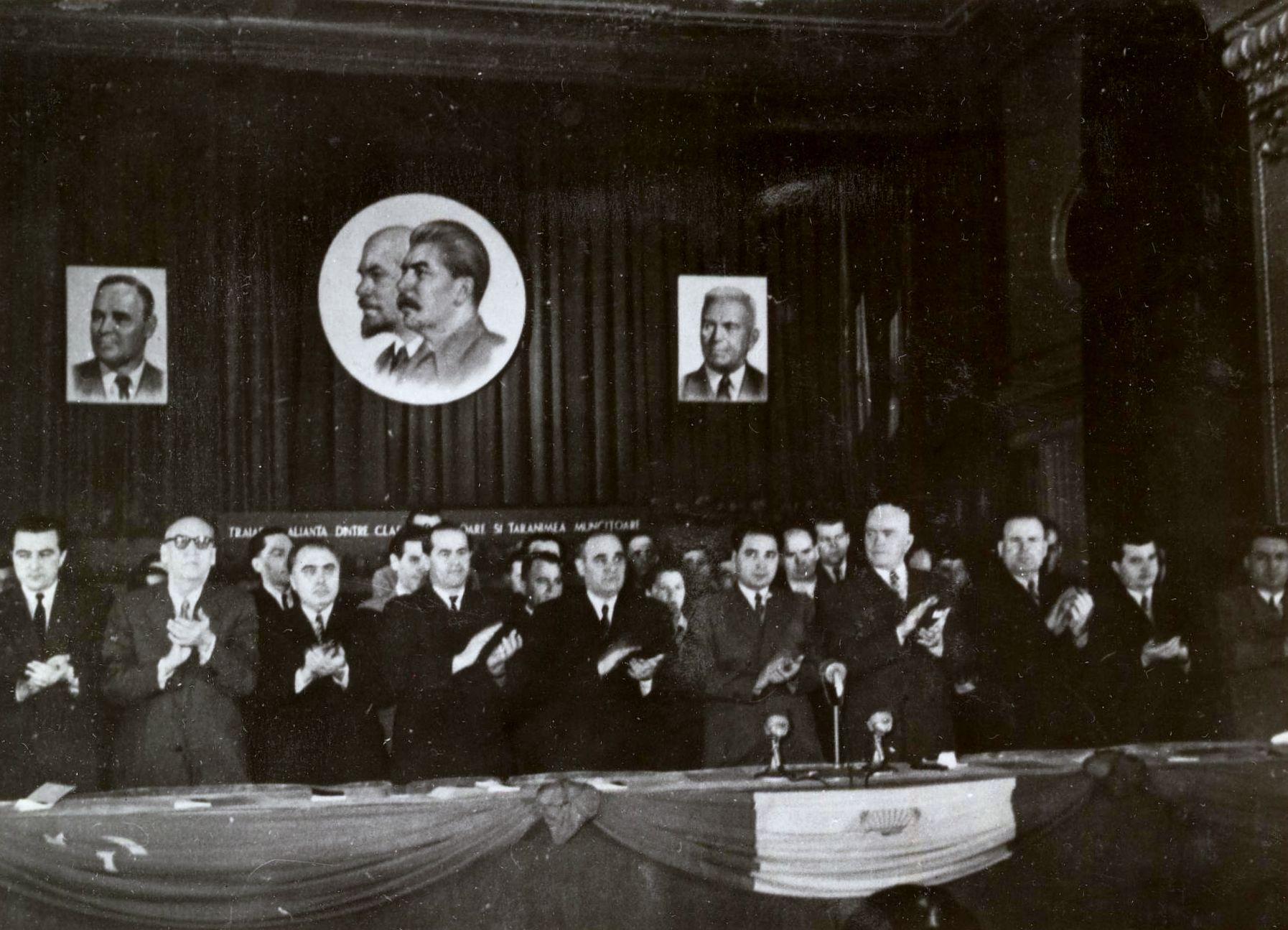
Die Führung der rumänischen Arbeiterpartei mit führenden Landarbeitern im Athenäum (Bukarest), 1955
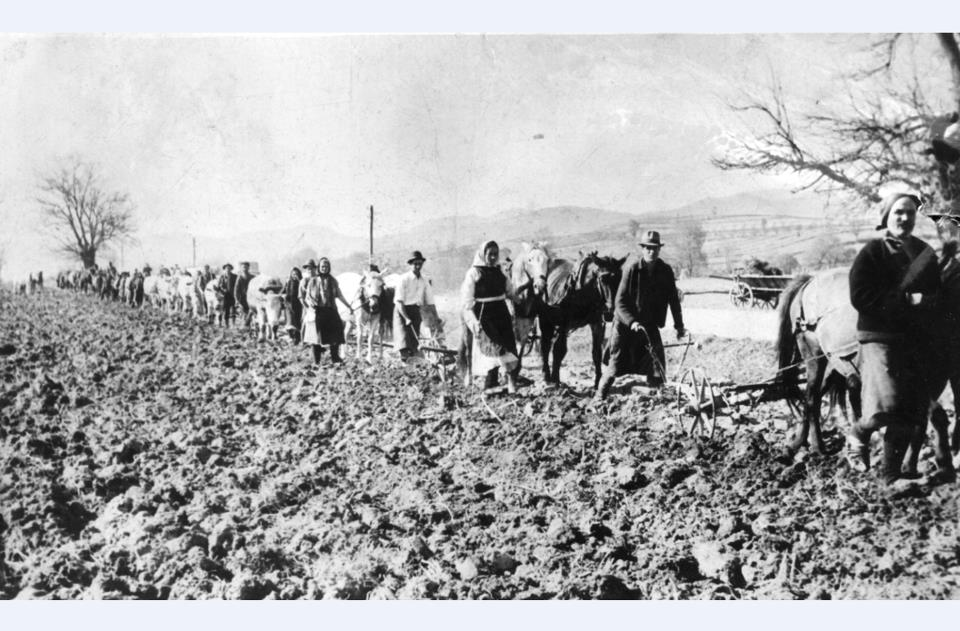
Bauern aus Bozovici „vereint auf dem Weg zur Kollektivierung“, 1956
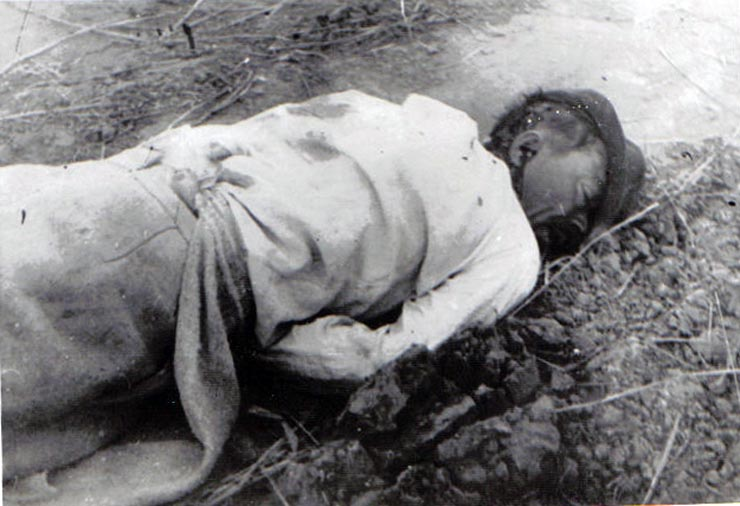
Ein getöteter Bauer nach einem Aufstand gegen die Kollektivierung
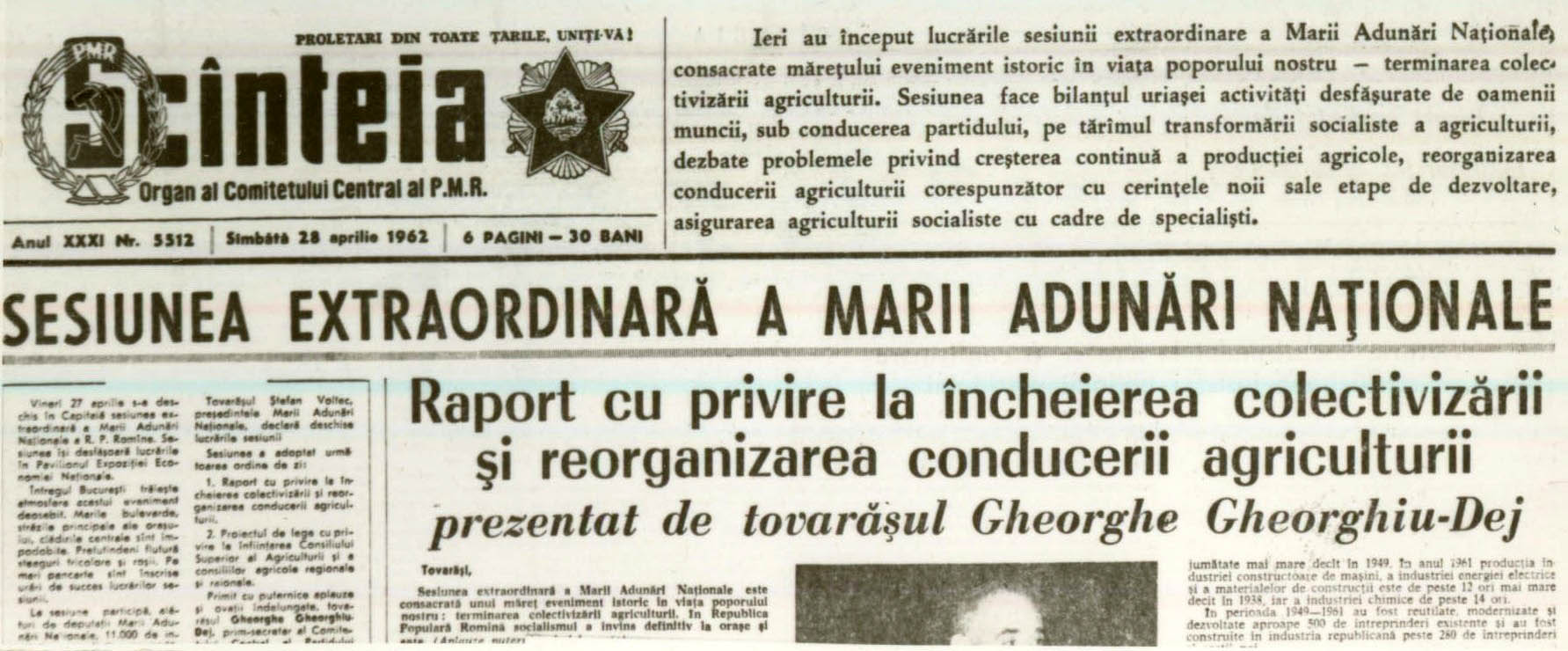
Außerordentliche Sitzung des Parlaments anlässlich des Abschlusses der Kollektivierung. In:„Scânteia“, Seite 1, 28. April 1962
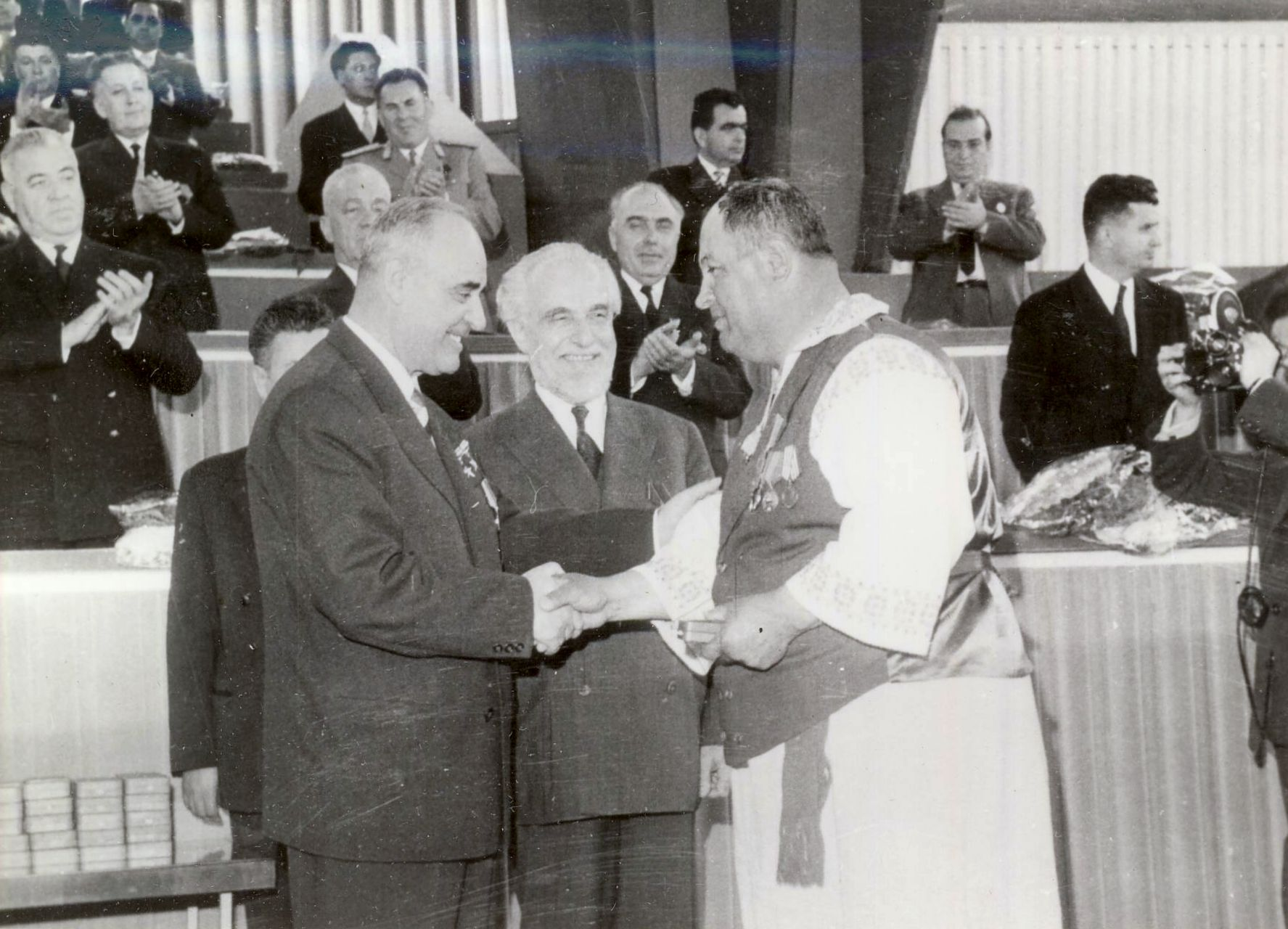
Gheorghe Gheorghiu-Dej und Ștefan Voitec bei der Medaillenverleihung zur Feier der erfolgreichen Beendigung der Kollektivierung in Rumänien, 5. März 1962
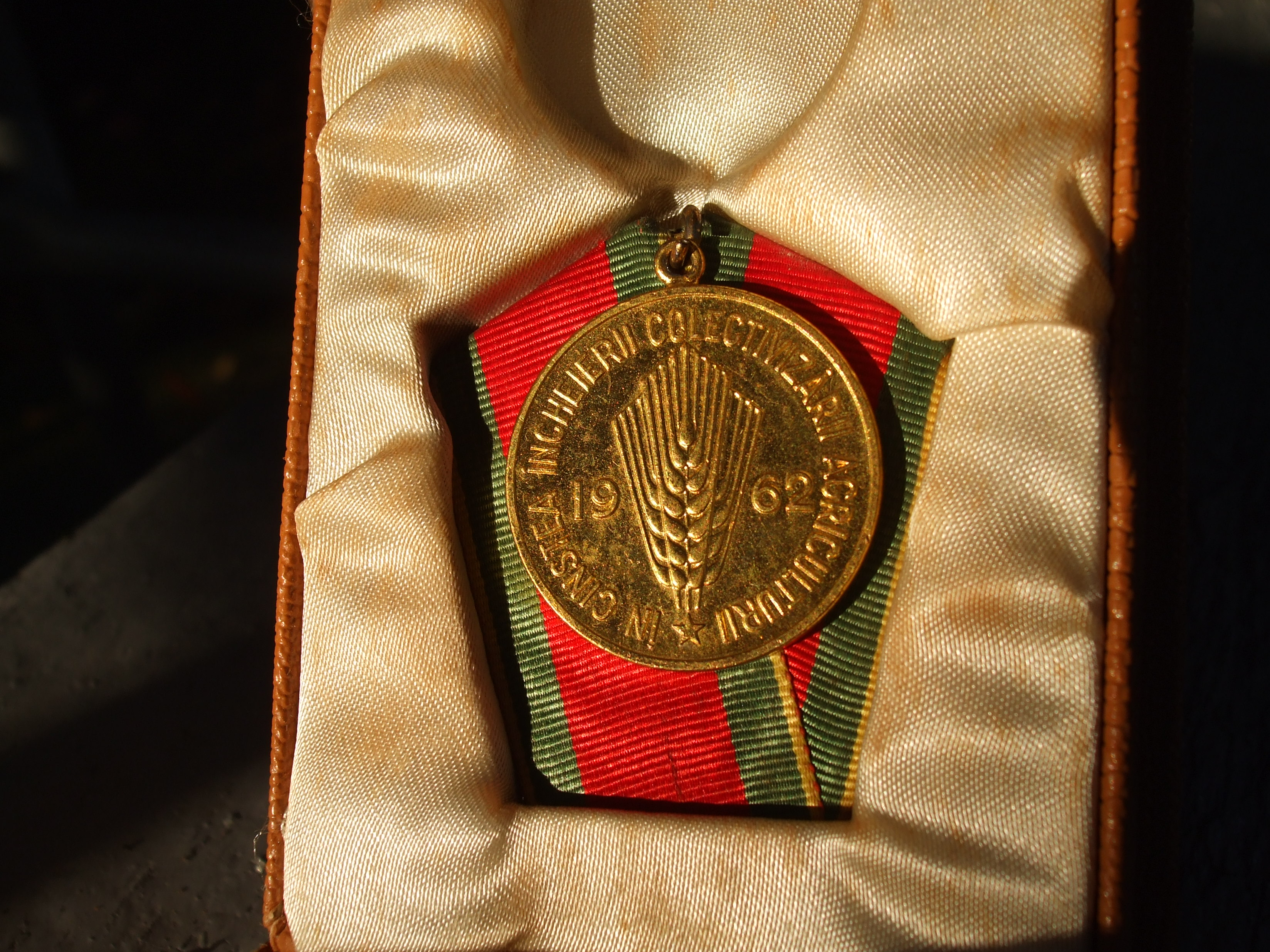
Medaille zu Ehren des Abschlusses der Kollektivierung der Landwirtschaft, 1962. 1987 wurde eine Medaille zum 25. Jahrestag des Abschlusses der Kollektivierung der Landwirtschaft in der Sozialistischen Republik Rumänien vergeben.

## Bewertung
Die 1969 in der Sozialistischen Republik Rumänien verlegte „Geschichte Rumäniens“ beschrieb das Ende der Kollektivierung als „profunde Revolution für das Leben der Bauern“ und „triumphalen Sieg des Sozialismus“.
Der amerikanische Anthropologe David Kideckel bemerkte, dass die Kollektivierung weniger ideologisch motiviert war, sondern eher eine „Antwort auf die objektiven Umstände“ im Rumänien der Nachkriegszeit.
Der rumänische Autor Stan Stoica schrieb, dass durch die Kollektivierung die „Unabhängigkeit, Würde und Identität“ der Bauern verloren ging; sie beeinträchtigte die gewachsenen Strukturen in den rumänischen Dörfern erheblich und war für den Rückgang der ländlichen Bevölkerung verantwortlich. Die zur gleichen Zeit stattfindende forcierte Industrialisierung des Landes animierte viele junge Menschen in die Städte zu ziehen. Viele Familien verarmten, wobei gleichzeitig das Interesse an der Arbeit sank.
Nach den britischen Autoren Robert Bideleux und Ian Jeffries wurde anders als in dem in der Sowjetunion angewendeten stalinistischen Modell der 1930er Jahre die Kollektivierung in Rumänien nicht durch die Liquidierung großer Teile der wohlhabenden Bauernschaft, Hunger oder landwirtschaftliche Sabotage erreicht, sondern sukzessive ohne übermäßige Gewalt oder Zerstörung durchgeführt.
Im Memorial Sighet, der Gedenkstätte für die Opfer des Kommunismus und des antikommunistischen Widerstands in Rumänien in Sighetu Marmației, steht im Saal 18 der Widerstand der Bauern gegen die Kollektivierung im Mittelpunkt, symbolisch dargestellt durch eine sich in der Mitte des Raumes befindliche Furche. Sie ist immer begrünt und soll so an freien und lebendigen Boden, aber auch an die unzähligen Gräber jener erinnern, die dafür ihr Leben gaben.